# Strážná
Strážná (en allemand : Schönwald) est une commune du district d'Ústí nad Orlicí, dans la région de Pardubice, en République tchèque. Sa population s'élevait à 116 habitants en 2024.

## Géographie
Strážná se trouve à 8 km à l'est du centre de Lanškroun, à 24 km à l'est-sud-est d'Ústí nad Orlicí, à 68 km à l'est-sud-est de Pardubice et à 164 km à l'est-sud-est de Prague.
La commune est limitée par Cotkytle au nord et à l'est, par Tatenice au sud et au sud-ouest, et par Lubník et Albrechtice à l'ouest.

## Histoire
La première mention écrite de la localité date de 1350.

## Galerie

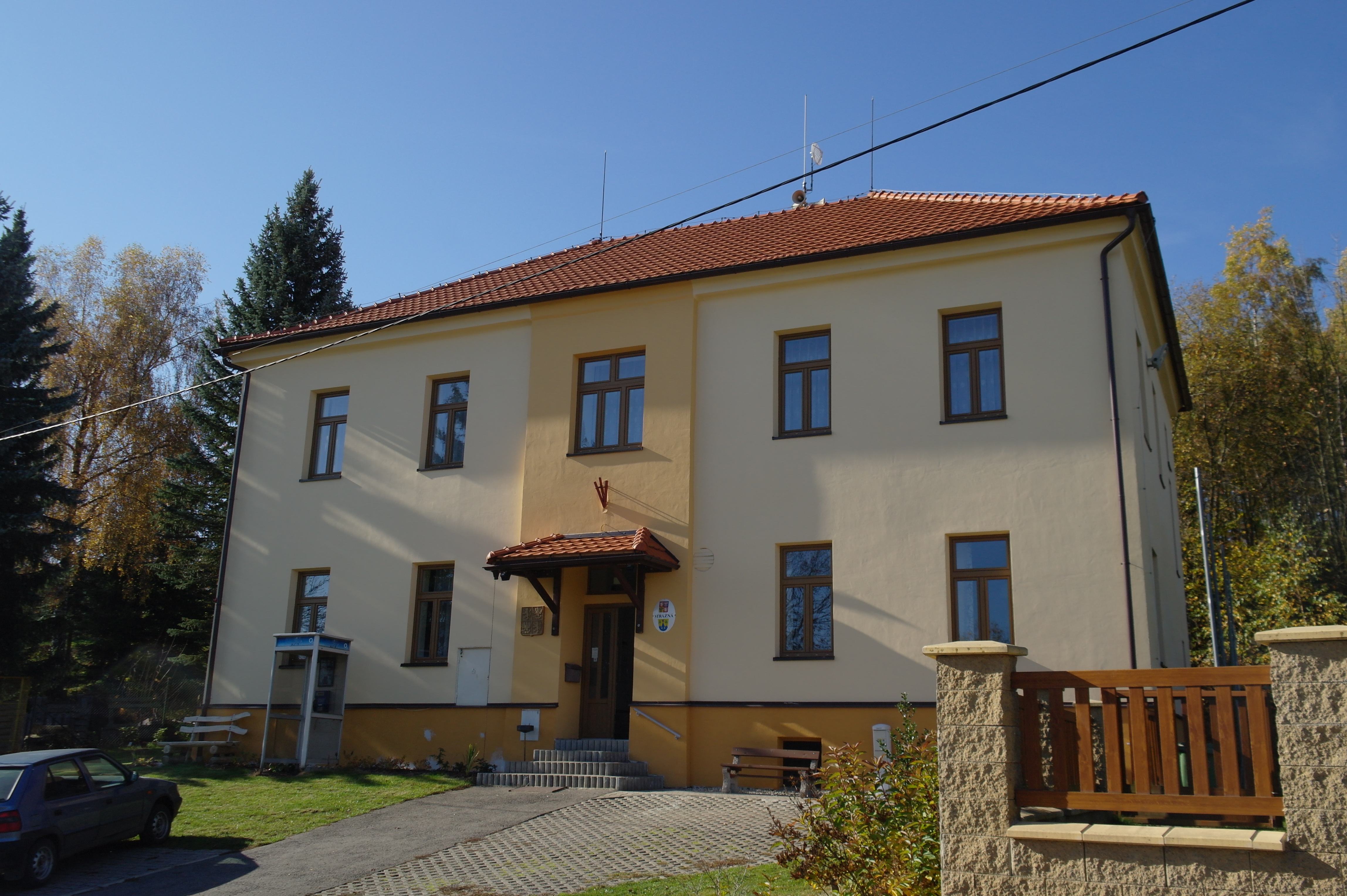
Strážná : la mairie.
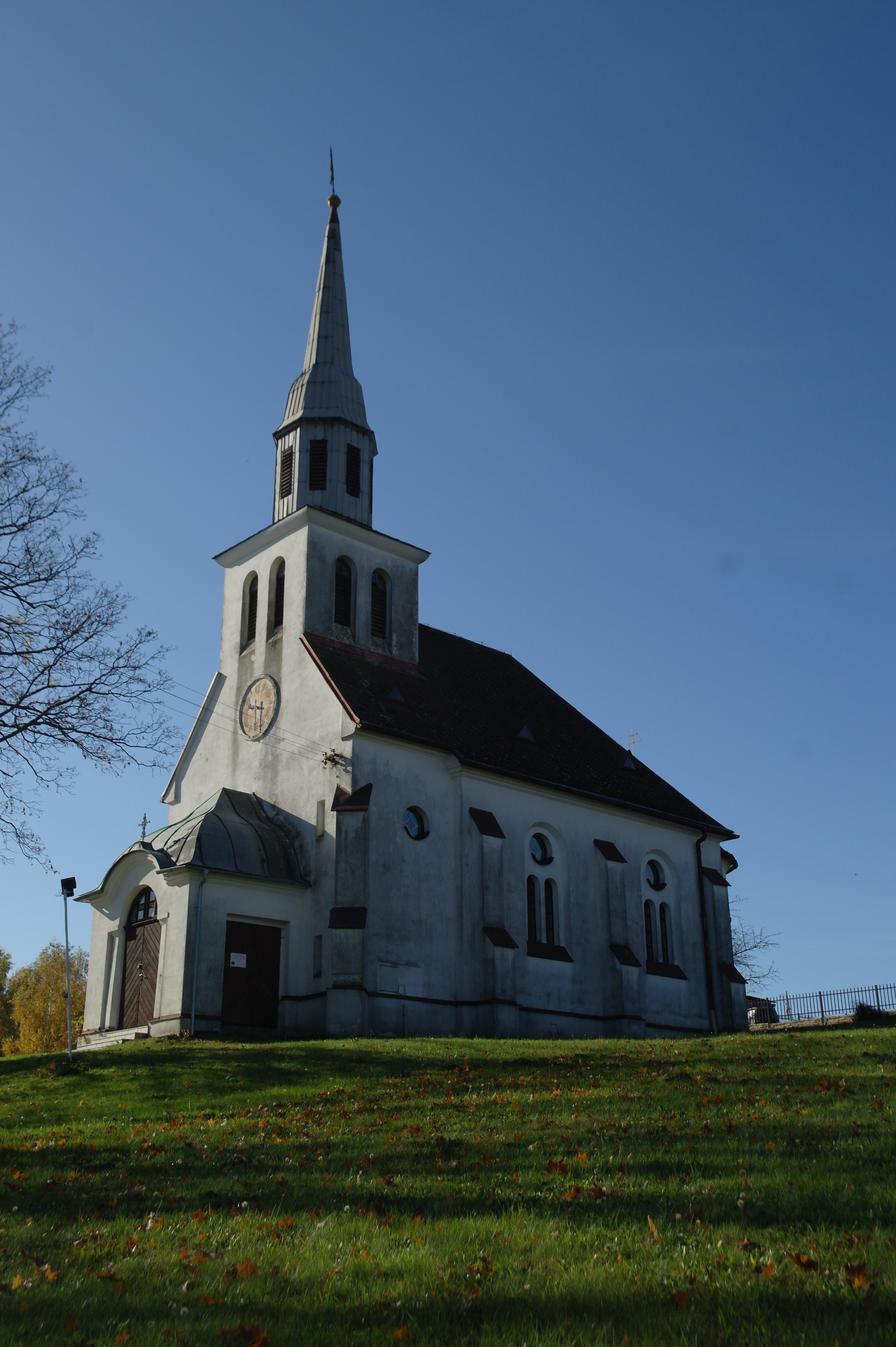
Église de Strážná.
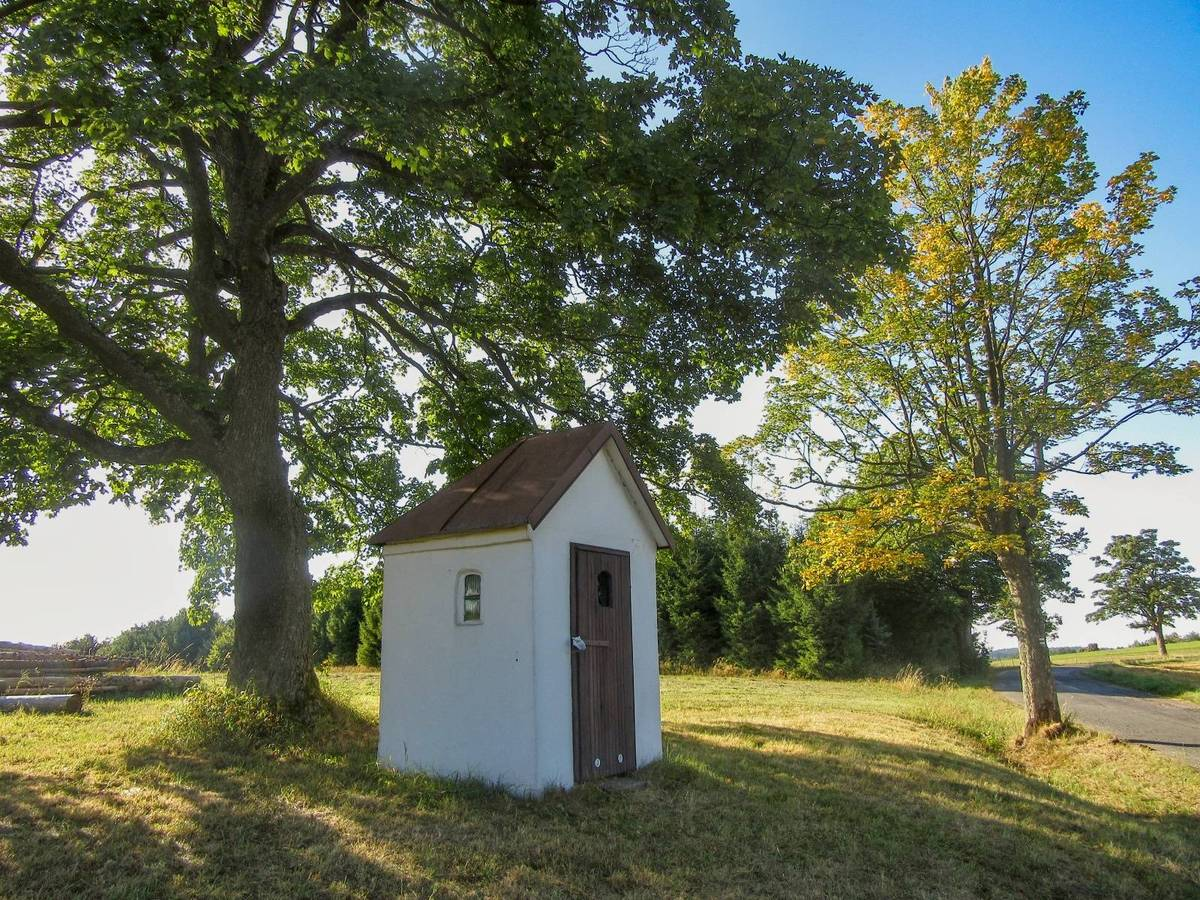
Chapelle à Strážná.

## Transports
Par la route, Strážná trouve à 10 km de Štíty, à 11 km de Lanškroun, à 33 km d'Ústí nad Orlicí, à 95 km de Pardubice et à 210 km de Prague. 